# Liste der Biografien/Harf
Liste der Biografien |
Portal Biografien |
Personensuche
# |
A |
B |
C |
D |
E |
F |
G |
H |
I |
J |
K |
L |
M |
N |
O |
P |
Q |
R |
S |
T |
U |
V |
W |
X |
Y |
Z |
?
 
Ha |
Hd |
He |
Hi |
Hj |
Hk |
Hl |
Hm |
Hn |
Ho |
Hr |
Hs |
Ht |
Hu |
Hv |
Hw |
Hy
 
Haa |
Hab |
Hac |
Had |
Hae–Haf |
Hag |
Hah |
Hai |
Haj |
Hak |
Hal |
Ham |
Han |
Hao |
Hap |
Haq |
Har |
Has |
Hat |
Hau |
Hav |
Haw |
Hax |
Hay |
Haz
 
Hara |
Harb |
Harc |
Hard |
Hare |
Harf |
Harg |
Harh |
Hari |
Harj |
Hark |
Harl |
Harm |
Harn |
Haro |
Harp |
Harr |
Hars |
Hart |
Haru |
Harv |
Harw |
Harx |
Hary |
Harz
Die Liste der Biografien führt alle Personen auf, die in der deutschsprachigen Wikipedia einen Artikel haben. Dieses ist eine Teilliste mit 21 Einträgen von Personen, deren Namen mit den Buchstaben „Harf“ beginnt.

## Harf
- Harf, Mechtild (1946–1991), deutsche Diplom-Volkswirtin und Namensgeberin für einen Wissenschaftspreis
- Harf, Peter (* 1946), deutscher Geschäftsmann und Ökonom
- Harf, Stella (1890–1979), deutsche Schauspielerin

### Harfe
- Harfen-Agnes (1866–1939), deutsche Bänkelsängerin und Braunschweiger Stadtoriginal
- Harfenjule (1829–1911), Berliner Straßensängerin und Stadtoriginal

### Harff
- Harff, Clemens von (1821–1895), preußischer Landrat
- Harff, Helmut (1939–2018), deutscher Brigadegeneral der Bundeswehr
- Harff, Jan (* 1943), deutscher Geologe
- Harff, Odilia von († 1652), Verwalterin der Burg Stolberg
- Harff, Paul (* 1938), deutscher Volkswirt
- Harff, Wilhelm von (1885–1938), russisch-sowjetischer Generalstabsoffizier

### Harfo
- Harford, Henry (1758–1834), Proprietor von Maryland
- Harford, James Dundas (1899–1993), britischer Diplomat, Gouverneur von Saint Helena
- Harford, Jonathan (* 1983), englischer Squashspieler
- Harford, Tanya (* 1958), südafrikanische Tennisspielerin
- Harford, Tim (* 1973), britischer Journalist
- Harforth, Michael (* 1959), deutscher Fußballspieler
- Harfouch, Corinna (* 1954), deutsche SchauspielerinCorinna Harfouch (* 1954)

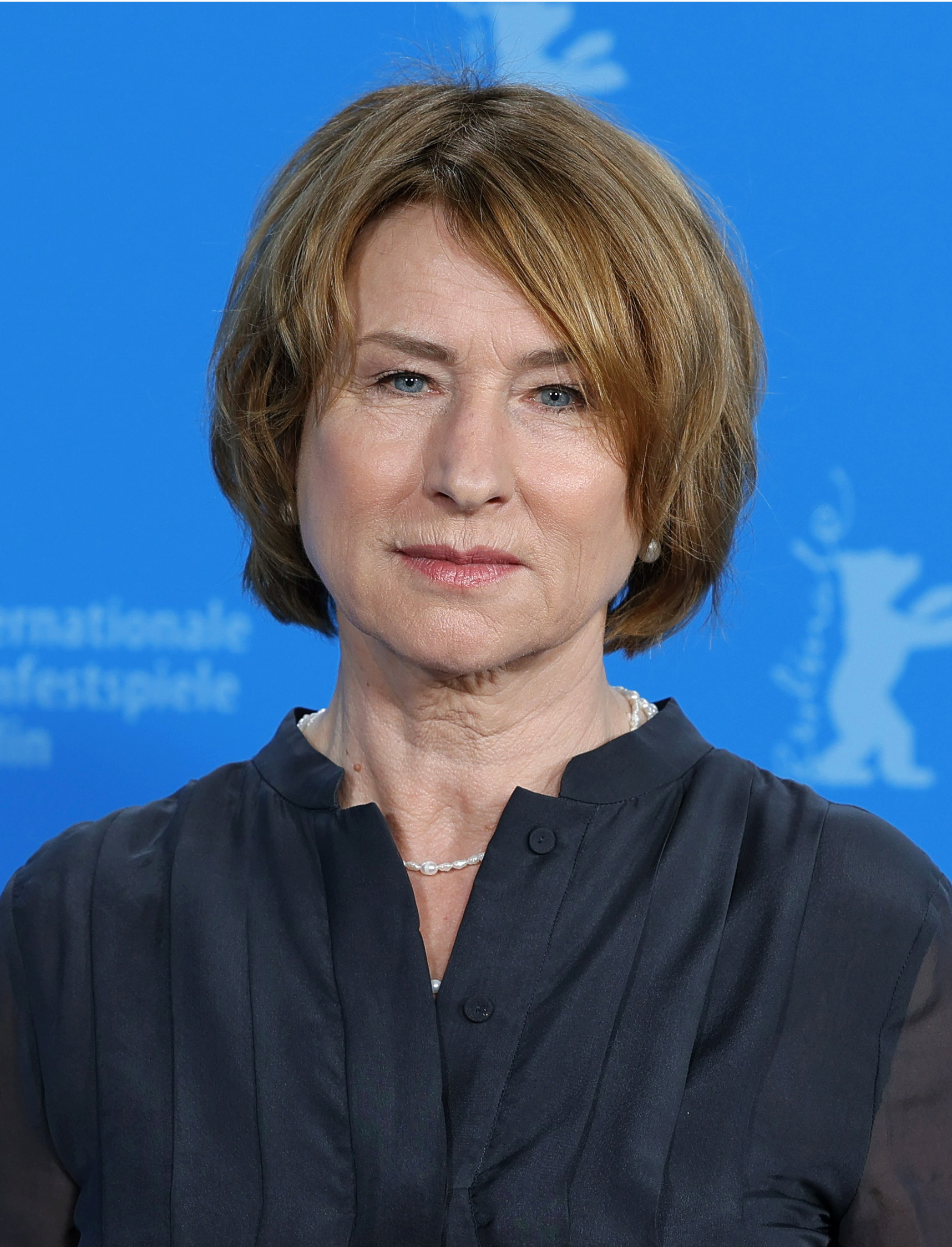
Corinna Harfouch (* 1954)

- Harfouch, Omar (* 1969), ukrainischer Fernsehproduzent und Multimillionär

### Harfs
- Harfst, Philipp (* 1973), deutscher Politikwissenschaftler
- Harfst, Samuel (* 1986), deutscher Sänger